# 5 (album av Alizée)
5 är det femte studioalbumet från den franska sångaren Alizée. Det släpptes den 25 mars 2013 av Sony Music. Det är producerat av Alexandre Azaria.

## Singlar
Albumets första singel "À cause de l'automne" gavs ut den 4 juli 2012 och var Alizées första singel sedan "Les Collines (Never Leave You)" som släppts den 19 mars 2010. Låten debuterade på plats 131 på den franska singellistan den 7 juli 2012 men återvände inte veckan efter.

## Låtlista
| 1.  | À cause de l'automne   | Thomas Boulard, Pete Russell               | 3:55 |
| 2.  | 10 ans                 | Thomas Boulard                             | 3:01 |
| 3.  | Je veux bien           | Christian Vié, Fred Kandeille, Chloé Clerc | 3:39 |
| 4.  | Mon chevalier          | Thomas Boulard                             | 3:04 |
| 5.  | Le dernier souffle     | Séverin                                    | 2:51 |
| 6.  | Boxing club            | Adrien Gallo                               | 2:54 |
| 7.  | Jeune fille            | Thomas Boulard                             | 2:34 |
| 8.  | La guerre en dentelles | Antoine Barrailler, Frédéric Large         | 4:26 |
| 9.  | Si tu es un homme      | Nicolas Chassagne, Olivier Volovitch       | 4:34 |
| 10. | Happy End              | Franck Fossey, Thomas Boulard              | 3:36 |
| 11. | Dans mon sac           | Thomas Boulard                             | 2:38 |

Källor:

## Listplaceringar

### Singlar
| År   | Titel                  | Frankrike |
| ---- | ---------------------- | --------- |
| 2012 | "À cause de l'automne" | 131       |